# 안토니오 카타니아
안토니오 카타니아(Antonio Catania, 1952년 2월 22일 ~ )는 이탈리아의 연극 배우, 영화배우, 텔레비전 배우이다.
아치레알레에서 태어났다.

## 영화
- 틸로 리베로 (2017년)
- 법과 정의 (2017년)
- 벨리의 아빠 (2015년)
- 미라피오리 루나파크 (2014년)
- 스포츠바 (2011년)
- 나이트 버스 (2007년)
- 악어 (2006년)
- 빵과 튤립 (2000년)
- 만찬 (1998년)
- 너바나 (1997년)
- 치로야 엘리야 (1993년)
- 푸에르토 에스콘디도 (1992년)
- 지중해 (1991년) - 카멜로 라로사 역
- 화이트 라인 (1950년)